# Janine Flock
Janine Flock (Hall in Tirol, 25 juli 1989) is een Oostenrijks skeletonster. Ze vertegenwoordigde haar vaderland op de Olympische Winterspelen van 2014, 2018 en 2022. 

## Carrière
Flock maakte haar wereldbekerdebuut in Whistler op 26 november 2010. Op 23 januari 2015 behaalde ze in Sankt Moritz haar eerste overwinning in een wereldbekerwedstrijd, waarna er nog twaalf volgden. Ze won het eindklassement in deze competitie in de seizoenen 2014/2015, 2020/2021 en 2024/2025.
Op de Winterspelen van 2014 eindigde ze op de negende plaats, op de Spelen van 2018 op de vierde plaats en op de Spelen van 2022 eindigde ze als tiende. Bij de  Europese kampioenschappen -die als onderdeel van een wereldbekerwedstrijd plaatsvinden- behaalde ze elf opeenvolgende jaren (2013-2023) een medaille (3-4-4). Titels behaalde ze in deze periode in 2014, 2016 en 2019. In 2025 volgde de vierde titel. In het tussenliggende jaar 2024 werd ze vierde. Bij de wereldkampioenschappen skeleton behaalde ze twee individuele medailles (zilver in 2016, brons in 2020) en een in de landenwedstrijd (zilver in 2016).

## Resultaten
| Jaar | Plaats      | Resultaat |
| ---- | ----------- | --------- |
| 2014 | Sotsji      | 9e        |
| 2018 | Pyeongchang | 4e        |
| 2022 | Peking      | 10e       |

| Jaar | Plaats       | Resultaat                           |
| ---- | ------------ | ----------------------------------- |
| 2008 | Altenberg    | 22e                                 |
| 2011 | Königssee    | 19e                                 |
| 2012 | Lake Placid  | 18e                                 |
| 2013 | Sankt Moritz | 18e individueel 11e landenwedstrijd |
| 2015 | Winterberg   | 6e individueel 6e landenwedstrijd   |
| 2016 | Igls         | (individueel) · landenwedstrijd     |
| 2017 | Königssee    | 11e individueel 7e landenwedstrijd  |
| 2019 | Whistler     | 9e                                  |
| 2020 | Altenberg    | individueel · 13e landenwedstrijd   |
| 2021 | Altenberg    | 16e individueel 6e gemengd team     |
| 2023 | Sankt Moritz | 4e                                  |
| 2024 | Winterberg   | 12e individueel 8e gemengd team     |

### Wereldbeker
Eindklasseringen
| Seizoen   | Rang   |
| --------- | ------ |
| 2010/2011 | 12e    |
| 2011/2012 | 13e    |
| 2012/2013 | 12e    |
| 2013/2014 | 4e     |
| 2014/2015 | Goud   |
| 2015/2016 | 6e     |
| 2016/2017 | 4e     |
| 2017/2018 | 6e     |
| 2018/2019 | 16e    |
| 2019/2020 | Zilver |
| 2020/2021 | Goud   |
| 2021/2022 | Zilver |
| 2022/2023 | 14e    |
| 2023/2024 | 4e     |
| 2024/2025 | Goud   |

Wereldbekerzeges
| Datum            | Plaats       |
| ---------------- | ------------ |
| 23 januari 2015  | Sankt Moritz |
| 5 februari 2016  | Sankt Moritz |
| 17 december 2016 | Lake Placid  |
| 9 november 2017  | Lake Placid  |
| 12 januari 2018  | Sankt Moritz |
| 18 januari 2019  | Innsbruck    |
| 20 november 2020 | Sigulda      |
| 27 november 2020 | Sigulda      |
| 18 december 2020 | Innsbruck    |
| 31 december 2021 | Sigulda      |
| 3 januari 2025   | Winterberg   |
| 10 januari 2025  | Sankt Moritz |
| 7 februari 2025  | Lillehammer  |